# C.O.S.A. x KID FRESINO
C.O.S.A. x KID FRESINOは、愛知県知立市出身で、名古屋を中心に活動するラッパー/トラックメイカーのC.O.S.A.と、Fla$hBackSのメンバーで、精力的に作品を発表してきたラッパー/トラックメイカーのKID FRESINOがイベントでの共演をきっかけに結成した日本のヒップホップグループ。

## ディスコグラフィー

### アルバム
- Somewhere (2016年7月) [SUMMIT]

### LP
- Somewhere (2017年4月) [SUMMIT]